# 浜島書店
株式会社浜島書店（はまじましょてん、英: Hamajima Shoten, Publishers.）は、愛知県名古屋市昭和区に本社を置く出版社。

## 概要
主に中学校・高等学校向け図書教材の出版事業が中心の企業である（英語のみ、小学校向けのものを出版している）。漢字の問題集から出発した会社であり、近年は理数系の教材も多く取り扱っている。また、デジタル教材の開発も行っている。代表者は浜島拓央。

## 沿革
- 1947年（昭和22年）2月1日 - 創業[1]。
- 1949年（昭和24年）3月14日 - 会社設立[1]。
- 2019年  (令和1年) 4月1日 - 吹上倉庫新築[3]。(旧社屋跡地)

## その他製品
- 英字新聞「Catch a wave」（2017年3月号をもって休刊）[4]
- 「あいち文学散歩」[5]

## 本社へのアクセス
- 名古屋市営地下鉄 桜通線「吹上」3番出口より徒歩約4分
- 名古屋市営地下鉄 鶴舞線，桜通線「御器所」8番出口より徒歩約7分